# Santa María del Río
Santa María del Río é um município do estado de San Luis Potosí, no México.